# Visions de l'Amen

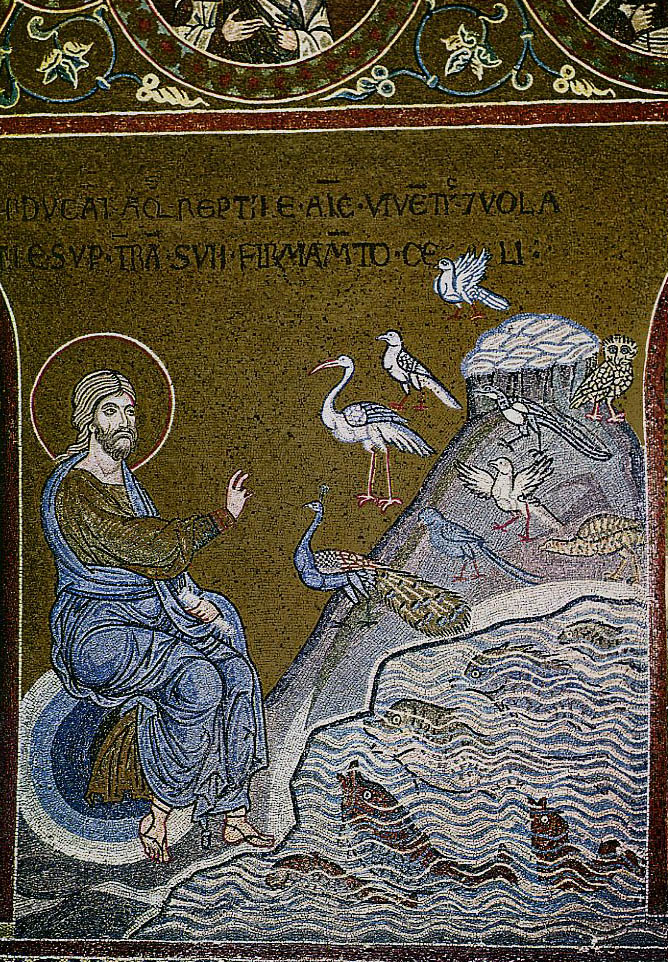
Création des oiseaux et des poissons, Mosaïque byzantine, Monreale, Sicile.

Visions de l'Amen est une œuvre pour deux pianos d'Olivier Messiaen en sept parties composée en 1943. C'est une commande de Denise Tual pour les Concerts de la Pléiade.

## Création
L'œuvre a été donnée en première audition mondiale le 10 mai 1943 à Paris, à la Galerie Charpentier, par le compositeur et Yvonne Loriod aux pianos.

## L’œuvre
Les Visions de l'Amen sont la première œuvre pianistique de Messiaen qui reprend l'inspiration théologique des grands cycles d'orgues de l'avant-guerre tels que La Nativité du Seigneur ou Les Corps glorieux. Cette œuvre est la première du compositeur à introduire la notion de thème cyclique que l'on retrouvera jusqu'à la Turangalîla-Symphonie. 
La partition porte en exergue une citation d'Ernest Hello : « Amen, parole de la Genèse, qui est l'Apocalypse de l'ouverture. Amen parole de l'Apocalypse, qui est la Genèse de la consommation. » Puis le compositeur écrit :

« Amen revêt quatre sens différents :

Amen, que cela soit ! L'acte créateur

Amen, je me soumets, j'accepte. Que votre volonté soit faite !

Amen, le souhait, le désir que cela soit, que vous vous donniez à moi et moi à vous.

Amen, cela est, tout est fixé pour toujours, consommé dans le Paradis. En y joignant la vie des créatures qui disent « amen » par le fait qu'elles existent, j'ai essayé d'exprimer les richesses si variées de l'Amen en sept visions musicales »

.
Olivier Messiaen a fortement différencié le rôle de chaque piano, ainsi qu'il l'explique lui-même : « J'ai confié au premier piano les difficultés rythmiques, les grappes d'accords, tout ce qui est vélocité, charme et qualité de son. J'ai confié au deuxième piano la mélodie principale, les éléments thématiques, tout ce qui réclame émotion et puissance. »

## Titres des sept parties
- Amen de la Création
- Amen des étoiles, de la planète à l'anneau
- Amen de l'agonie de Jésus
- Amen du Désir
- Amen des Anges, des Saints, du chant des oiseaux
- Amen du Jugement
- Amen de la Consommation

## Discographie
- Yvonne Loriod et Olivier Messiaen, pianos ; Cantéyodjayâ (juin 1962, Adès 12.233-2 / Accord / Complete Edition 32CD DG 480 1343/65 / Vega-Decca Records) (OCLC 21328061), (OCLC 422049893 et 315070026) — Grand prix de l'Académique du disque Français.
- Katia et Marielle Labèque, pianos (décembre 1969, Erato ECD 71588 / Messian Edition 18CD Warner Classics 2564 62162-2) (OCLC 220963163)
- Peter Serkin et Yūji Takahashi, pianos (24-26 juin 1970, RCA Victor) (OCLC 41376379)
- John Ogdon et Brenda Lucas, pianos (29-31 décembre 1970, Argo/Decca / Exporerecords EXP0013) (OCLC 457244359)
- Maarten Bon et Reinbert de Leeuw, pianos (1988, Montaigne) (OCLC 605231971)
- Tove Lønsko, Rodolfo LLambias, pianos (20, 21 & 22 avril 1989, Kontra Ounkt)
- Martha Argerich et Alexandre Rabinovitch, pianos (1990, EMI 7 54050 2) (OCLC 456601341)
- Peter Hill et Benjamin Frith, pianos (21-23 décembre 1992, Unicorn-Kanchana / Regis Records) (OCLC 29929981 et 52291404)
- Andreas Grau et Götz Schumacher, pianos (2002, Col Legno) (OCLC 611370418)
- Steven Osborne et Martin Roscoe, pianos (10-12 septembre 2003, Hypérion CDA67366) (OCLC 1013441019)
- Marilyn Nonken et Sarah Rothenberg, pianos (26-28 mai 2009, Bridge) (OCLC 632289734)
- Ursula Oppens et Jerome Lowenthal, pianos (3-4, 9 juin 2009, Cédille) (OCLC 1013222358)
- Ralph van Raat et Håkon Austbø, piano (6-8 juillet 2010, Naxos 8.572472) (OCLC 785326228)
- Christina et Michelle Naughton, pianos (9-12 juin 2015, Warner Classics) (OCLC 939555819)